# Hospital de Niños de Rangún
El Hospital de Niños de Rangún es un importante hospital público en Rangún, Birmania (Myanmar). El hospital pediátrico fue establecido en 1960en el Hospital General de Rangún con una capacidad de 60 camas. En 1962-1963, el hospital se trasladó a Myenigon con una capacidad de 80 camas. En 1963 se trasladó de nuevo al complejo actual de 8,73 acres (35.300 m²). El edificio principal actual se construyó en 1970 con la ayuda de Canadá, y se inauguró en septiembre de 1978. Desde entonces, se ha añadido un nuevo edificio anexo de tres pisos con 550 camas.